# Lista koncertów Jimiego Hendriksa

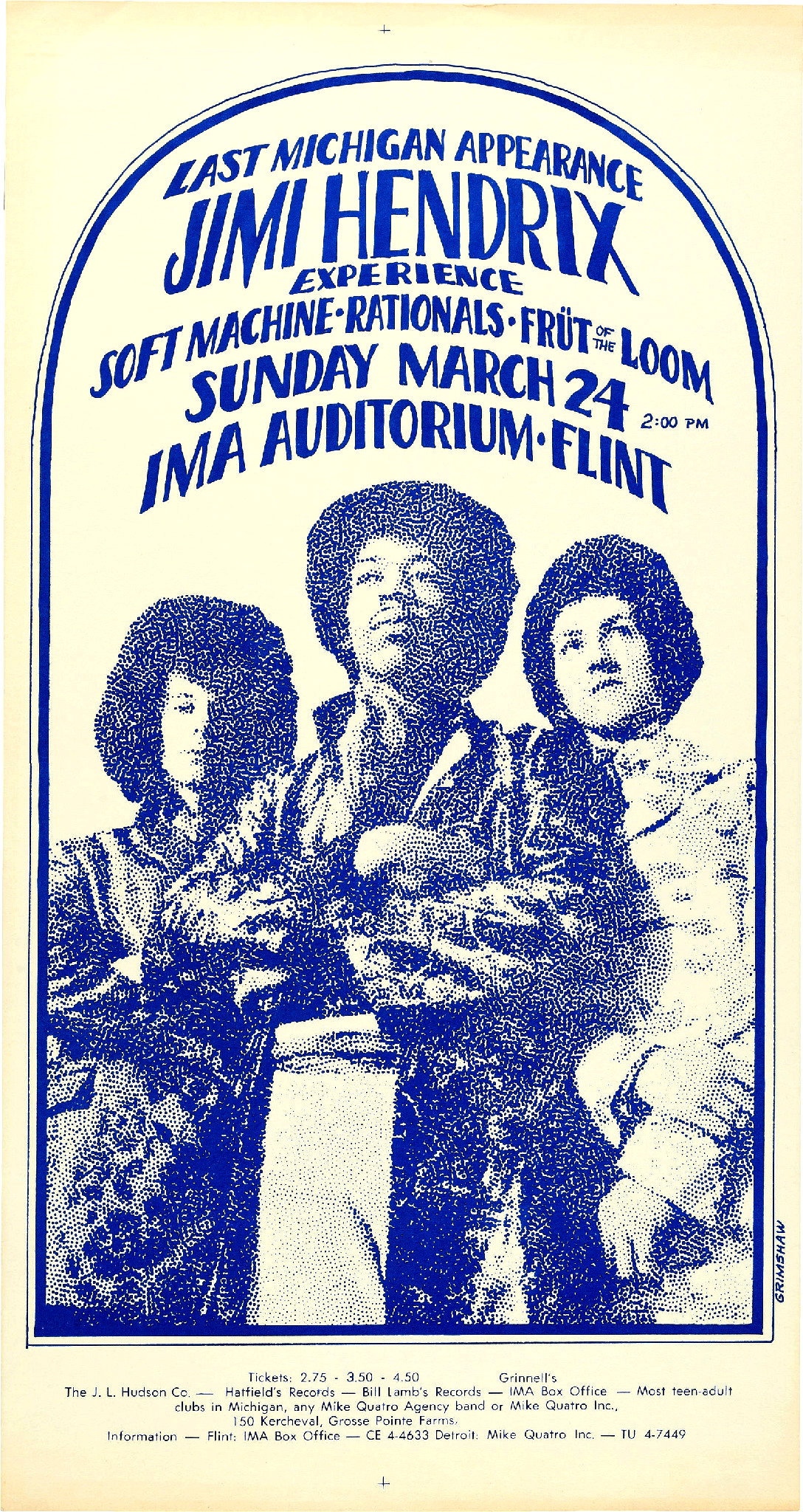
Plakat reklamujący występ grupy Hendrixa 24 marca 1968 w Industrial Mutual Association Auditorium w Flint

Lista jest pełnym wykazem oficjalnych występów (nie uwzględnia nieformalnych jamów) Jimiego Hendriksa w latach 1966–1970 (od powstania The Jimi Hendrix Experience do śmierci artysty).

## 1966
| 1966                 |                  |                 |                      |
| Październik          |                  |                 |                      |
| 13 października 1966 | Évreux           | Francja         | –                    |
| 14 października 1966 | Nancy            | Francja         | –                    |
| 15 października 1966 | Villerupt        | Francja         | –                    |
| 18 października 1966 | Paryż            | Francja         | Olympia              |
| 25 października 1966 | Londyn           | Wielka Brytania | Scotch of St James   |
| Listopad             |                  |                 |                      |
| 8 listopada 1966     | Monachium        | RFN             | Big Apple            |
| 9 listopada 1966     | Monachium        | RFN             | Big Apple            |
| 10 listopada 1966    | Monachium        | RFN             | Big Apple            |
| 11 listopada 1966    | Monachium        | RFN             | Big Apple            |
| 25 listopada 1966    | Londyn           | Wielka Brytania | Bag O’Nails          |
| 26 listopada 1966    | Hounslow         | Wielka Brytania | Ricky Tick           |
| Grudzień             |                  |                 |                      |
| 10 grudnia 1966      | Brixton          | Wielka Brytania | Ram Jam Club         |
| 13 grudnia 1966      | Londyn           | Wielka Brytania | TV:Ready, Steady, Go |
| 16 grudnia 1966      | Londyn           | Wielka Brytania | Chislehurst Caves    |
| 21 grudnia 1966      | Londyn           | Wielka Brytania | Blaises Club         |
| 22 grudnia 1966      | Southampton      | Wielka Brytania | Guild Hall           |
| 22 grudnia 1966      | Southampton      | Wielka Brytania | Guild Hall           |
| 26 grudnia 1966      | Londyn           | Wielka Brytania | Upper Cut Club       |
| 29 grudnia 1966      | Londyn           | Wielka Brytania | TV:Top of the Pops   |
| 31 grudnia 1966      | Folkestone, Kent | Wielka Brytania | Stan’s Hillside Club |

## 1967
| 1967                 |                  |                   |                                            |
| Styczeń              |                  |                   |                                            |
| 4 stycznia 1967      | Bromley, Kent    | Wielka Brytania   | Bromel Club                                |
| 7 stycznia 1967      | Manchester       | Wielka Brytania   | New Century Hall                           |
| 8 stycznia 1967      | Sheffield        | Wielka Brytania   | Mojo Club                                  |
| 11 stycznia 1967     | Londyn           | Wielka Brytania   | Bag O’Nails                                |
| 11 stycznia 1967     | Londyn           | Wielka Brytania   | Bag O’Nails                                |
| 12 stycznia 1967     | Londyn           | Wielka Brytania   | Race Car Show                              |
| 12 stycznia 1967     | Londyn           | Wielka Brytania   | 7,5 Club                                   |
| 13 stycznia 1967     | Londyn           | Wielka Brytania   | 7,5 Club                                   |
| 14 stycznia 1967     | Nottingham       | Wielka Brytania   | Beachcomber                                |
| 15 stycznia 1967     | Yorkshire        | Wielka Brytania   | Kirk Levington Country Club                |
| 16 stycznia 1967     | Londyn           | Wielka Brytania   | 7,5 Club                                   |
| 17 stycznia 1967     | Londyn           | Wielka Brytania   | Radio:Ready Steady Go                      |
| 17 stycznia 1967     | Londyn           | Wielka Brytania   | 7,5 Club                                   |
| 18 stycznia 1967     | Londyn           | Wielka Brytania   | TV:Top of the Pops                         |
| 18 stycznia 1967     | Londyn           | Wielka Brytania   | 7,5 Club                                   |
| 19 stycznia 1967     | Londyn           | Wielka Brytania   | Speakeasy Club                             |
| 20 stycznia 1967     | Londyn           | Wielka Brytania   | Haverstock Hill Country Club               |
| 21 stycznia 1967     | Londyn           | Wielka Brytania   | Golders Green                              |
| 22 stycznia 1967     | Oldham           | Wielka Brytania   | The Astoria                                |
| 24 stycznia 1967     | Londyn           | Wielka Brytania   | Marquee Club                               |
| 25 stycznia 1967     | Norwich          | Wielka Brytania   | Oxford Cellar                              |
| 27 stycznia 1967     | Londyn           | Wielka Brytania   | Chislehurst Caves                          |
| 28 stycznia 1967     | Londyn           | Wielka Brytania   | Upper Cut Club                             |
| 29 stycznia 1967     | Londyn           | Wielka Brytania   | Saville Theatre                            |
| 29 stycznia 1967     | Londyn           | Wielka Brytania   | Saville Theatre                            |
| 30 stycznia 1967     | Londyn           | Wielka Brytania   | Radio:Pop North                            |
| Luty                 |                  |                   |                                            |
| 1 lutego 1967        | South Shields    | Wielka Brytania   | New Cellar Club                            |
| 2 lutego 1967        | Darlington       | Wielka Brytania   | Imperial Club                              |
| 2 lutego 1967        | Darlington       | Wielka Brytania   | Club-a-GoGo                                |
| 3 lutego 1967        | Hounslow         | Wielka Brytania   | Ricky Tick Club                            |
| 4 lutego 1967        | Londyn           | Wielka Brytania   | Ram Jam Club                               |
| 4 lutego 1967        | Londyn           | Wielka Brytania   | Flamingo Club                              |
| 6 lutego 1967        | Croydon, Surrey  | Wielka Brytania   | Star Hotel                                 |
| 8 lutego 1967        | Bromley          | Wielka Brytania   | Bromel Club                                |
| 9 lutego 1967        | Bristol          | Wielka Brytania   | Locarno                                    |
| 10 lutego 1967       | Newbury          | Wielka Brytania   | Ricky Tick                                 |
| 11 lutego 1967       | Cheltenham       | Wielka Brytania   | Blue Moon                                  |
| 12 lutego 1967       | Stockport        | Wielka Brytania   | Sinking Ship                               |
| 13 lutego 1967       | Londyn           | Wielka Brytania   | Radio:Saturday Club                        |
| 14 lutego 1967       | Tilbury, Essex   | Wielka Brytania   | Gray’s Club                                |
| 15 lutego 1967       | Cambridge        | Wielka Brytania   | Dorothy Ballroom                           |
| 17 lutego 1967       | Windsor          | Wielka Brytania   | Ricky Tick                                 |
| 18 lutego 1967       | York             | Wielka Brytania   | University of York, Art College            |
| 19 lutego 1967       | Londyn           | Wielka Brytania   | Brady’s Club                               |
| 20 lutego 1967       | Bath             | Wielka Brytania   | The Pavilion                               |
| 22 lutego 1967       | Londyn           | Wielka Brytania   | Radio:Parade of the Pops                   |
| 22 lutego 1967       | Londyn           | Wielka Brytania   | Roundhouse                                 |
| 23 lutego 1967       | Worthing, Surrey | Wielka Brytania   | Pier Pavilion                              |
| 24 lutego 1967       | Leicester        | Wielka Brytania   | University of Leicester                    |
| 25 lutego 1967       | Chelmsford       | Wielka Brytania   | Corn Exchange                              |
| 26 lutego 1967       | Southend, Essex  | Wielka Brytania   | St Mary Cray                               |
| 26 lutego 1967       | Southend, Essex  | Wielka Brytania   | St Mary Cray                               |
| Marzec               |                  |                   |                                            |
| 2 marca 1967         | Londyn           | Wielka Brytania   | Marquee Club – nagranie dla niemieckiej TV |
| 4 marca 1967         | Paryż            | Francja           | Koncert radiowy                            |
| 4 marca 1967         | Paryż            | Francja           | Koncert radiowy                            |
| 4 marca 1967         | Paryż            | Francja           | Faculté de Droit D’Assas Graduation Ball   |
| 5 marca 1967         | Mouscron         | Belgia            | –                                          |
| 5 marca 1967         | Lille            | Francja           | –                                          |
| 6 marca 1967         | Bruksela         | Belgia            | –                                          |
| 7 marca 1967         | Waterloo         | Belgia            | –                                          |
| 9 marca 1967         | Hull             | Wielka Brytania   | Skyline Hotel                              |
| 10 marca 1967        | Newcastle        | Wielka Brytania   | Club-a-GoGo                                |
| 11 marca 1967        | Leeds            | Wielka Brytania   | International Club                         |
| 12 marca 1967        | Ilkley           | Wielka Brytania   | Gyro Club                                  |
| 13 marca 1967        | Amsterdam        | Holandia          | Sesja dla TV                               |
| 15 marca 1967        | Hamburg          | RFN               | Star Club                                  |
| 18 marca 1967        | Hamburg          | RFN               | Występ radiowy                             |
| 18 marca 1967        | Hamburg          | RFN               | Star Club                                  |
| 19 marca 1967        | Hamburg          | RFN               | Star Club                                  |
| 19 marca 1967        | Hamburg          | RFN               | Star Club                                  |
| 23 marca 1967        | Southampton      | Wielka Brytania   | Guildhall                                  |
| 25 marca 1967        | Boston           | Wielka Brytania   | Gilderdrome                                |
| 26 marca 1967        | Stockport        | Wielka Brytania   | Tabernacle Club                            |
| 27 marca 1967        | Manchester       | Wielka Brytania   | TV:Simon Dee Show                          |
| 28 marca 1967        | Aylesbury        | Wielka Brytania   | Market Hall                                |
| 30 marca 1967        | Londyn           | Wielka Brytania   | TV:Top of the Pops                         |
| 31 marca 1967        | Londyn           | Wielka Brytania   | Finsbury Park Astoria                      |
| Kwiecień             |                  |                   |                                            |
| 1 kwietnia 1967      | Ipswich          | Wielka Brytania   | Odeon                                      |
| 2 kwietnia 1967      | Worcester        | Wielka Brytania   | Gaumont                                    |
| 5 kwietnia 1967      | Leeds            | Wielka Brytania   | Odeon                                      |
| 6 kwietnia 1967      | Glasgow          | Wielka Brytania   | Odeon                                      |
| 7 kwietnia 1967      | Carlisle         | Wielka Brytania   | ABC                                        |
| 8 kwietnia 1967      | Chesterfield     | Wielka Brytania   | ABC                                        |
| 9 kwietnia 1967      | Liverpool        | Wielka Brytania   | Empire Theatre                             |
| 10 kwietnia 1967     | Londyn           | Wielka Brytania   | Koncert radiowy                            |
| 12 kwietnia 1967     | Southampton      | Wielka Brytania   | Gaumont                                    |
| 13 kwietnia 1967     | Wolverhampton    | Wielka Brytania   | Gaumont                                    |
| 14 kwietnia 1967     | Bolton           | Wielka Brytania   | Odeon                                      |
| 15 kwietnia 1967     | Blackpool        | Wielka Brytania   | Odeon                                      |
| 16 kwietnia 1967     | Leicester        | Wielka Brytania   | DeMontfort Hall                            |
| 17 kwietnia 1967     | Londyn           | Wielka Brytania   | TV:Late Night Line-up                      |
| 19 kwietnia 1967     | Birmingham       | Wielka Brytania   | Odeon                                      |
| 20 kwietnia 1967     | Lincoln          | Wielka Brytania   | ABC                                        |
| 21 kwietnia 1967     | Newcastle        | Wielka Brytania   | City Hall                                  |
| 22 kwietnia 1967     | Manchester       | Wielka Brytania   | Odeon                                      |
| 23 kwietnia 1967     | Hanley           | Wielka Brytania   | Gaumont                                    |
| 25 kwietnia 1967     | Bristol          | Wielka Brytania   | Colson Hall                                |
| 26 kwietnia 1967     | Cardiff          | Wielka Brytania   | Capitol                                    |
| 27 kwietnia 1967     | Aldershot        | Wielka Brytania   | ABC                                        |
| 28 kwietnia 1967     | Slough           | Wielka Brytania   | Adelphi                                    |
| 29 kwietnia 1967     | Bournemouth      | Wielka Brytania   | Winter Gardens                             |
| 30 kwietnia 1967     | Londyn           | Wielka Brytania   | Granada                                    |
| Maj                  |                  |                   |                                            |
| 4 maja 1967          | Londyn           | Wielka Brytania   | TV:Top of the Pops                         |
| 6 maja 1967          | Nelson           | Wielka Brytania   | Imperial Balroom                           |
| 7 maja 1967          | Londyn           | Wielka Brytania   | Saville Theatre                            |
| 7 maja 1967          | Londyn           | Wielka Brytania   | Saville Theatre                            |
| 10 maja 1967         | Londyn           | Wielka Brytania   | TV:Top of the Pops                         |
| 11 maja 1967         | Paryż            | Francja           | Występ w TV                                |
| 12 maja 1967         | Londyn           | Wielka Brytania   | Bluesville                                 |
| 13 maja 1967         | Londyn           | Wielka Brytania   | Imperial College                           |
| 14 maja 1967         | Manchester       | Wielka Brytania   | Bellevue                                   |
| 15 maja 1967         | Berlin           | RFN               | –                                          |
| 15 maja 1967         | Berlin           | RFN               | –                                          |
| 16 maja 1967         | Monachium        | RFN               | –                                          |
| 16 maja 1967         | Monachium        | RFN               | –                                          |
| 18 maja 1967         | Frankfurt        | RFN               | Występ w TV                                |
| 19 maja 1967         | Göteborg         | Szwecja           | –                                          |
| 19 maja 1967         | Göteborg         | Szwecja           | –                                          |
| 20 maja 1967         | Karlstad         | Szwecja           | –                                          |
| 21 maja 1967         | Kopenhaga        | Dania             | Sports Arena                               |
| 22 maja 1967         | Helsinki         | Finlandia         | Występ w TV                                |
| 22 maja 1967         | Helsinki         | Finlandia         | The Concert Hall                           |
| 23 maja 1967         | Malmö            | Szwecja           | Bongo Club                                 |
| 23 maja 1967         | Malmö            | Szwecja           | New Orlean                                 |
| 24 maja 1967         | Sztokholm        | Szwecja           | Popside                                    |
| 24 maja 1967         | Sztokholm        | Szwecja           | Stora Scenen                               |
| 24 maja 1967         | Sztokholm        | Szwecja           | Grona Lund                                 |
| 24 maja 1967         | Sztokholm        | Szwecja           | Tivoli Gardens                             |
| 24 maja 1967         | Sztokholm        | Szwecja           | Jump In                                    |
| 24 maja 1967         | Sztokholm        | Szwecja           | Tivoli Gardens                             |
| 27 maja 1967         | Kilonia          | RFN               | Star Palace                                |
| 28 maja 1967         | Herford          | RFN               | –                                          |
| 29 maja 1967         | Spalding         | Wielka Brytania   | Blue Action Hall                           |
| Czerwiec             |                  |                   |                                            |
| 4 czerwca 1967       | Londyn           | Wielka Brytania   | Saville Theatre                            |
| 18 czerwca 1967      | Monterey         | Stany Zjednoczone | Festiwal w Monterey                        |
| 20 czerwca 1967      | San Francisco    | Stany Zjednoczone | Fillmore West                              |
| 20 czerwca 1967      | San Francisco    | Stany Zjednoczone | Fillmore West                              |
| 21 czerwca 1967      | San Francisco    | Stany Zjednoczone | Fillmore West                              |
| 21 czerwca 1967      | San Francisco    | Stany Zjednoczone | Fillmore West                              |
| 22 czerwca 1967      | San Francisco    | Stany Zjednoczone | Fillmore West                              |
| 22 czerwca 1967      | San Francisco    | Stany Zjednoczone | Fillmore West                              |
| 23 czerwca 1967      | San Francisco    | Stany Zjednoczone | Fillmore West                              |
| 23 czerwca 1967      | San Francisco    | Stany Zjednoczone | Fillmore West                              |
| 24 czerwca 1967      | San Francisco    | Stany Zjednoczone | Fillmore West                              |
| 24 czerwca 1967      | San Francisco    | Stany Zjednoczone | Fillmore West                              |
| 25 czerwca 1967      | San Francisco    | Stany Zjednoczone | Golden Gate Park                           |
| 25 czerwca 1967      | San Francisco    | Stany Zjednoczone | Golden Gate Park                           |
| Lipiec               |                  |                   |                                            |
| 1 lipca 1967         | Santa Barbara    | Stany Zjednoczone | Earl Warren Showgrounds                    |
| 2 lipca 1967         | Los Angeles      | Stany Zjednoczone | Whisky-a-GoGo                              |
| 3 lipca 1967         | Nowy Jork        | Stany Zjednoczone | Scene Club                                 |
| 4 lipca 1967         | Nowy Jork        | Stany Zjednoczone | Scene Club                                 |
| 5 lipca 1967         | Nowy Jork        | Stany Zjednoczone | Rheingold Festival, Central Park           |
| 8 lipca 1967         | Jacksonville     | Stany Zjednoczone | –                                          |
| 9 lipca 1967         | Miami            | Stany Zjednoczone | –                                          |
| 11 lipca 1967        | Charlotte        | Stany Zjednoczone | –                                          |
| 12 lipca 1967        | Greensboro       | Stany Zjednoczone | –                                          |
| 14 lipca 1967        | Nowy Jork        | Stany Zjednoczone | Forest Hills                               |
| 16 lipca 1967        | Nowy Jork        | Stany Zjednoczone | Forest Hills                               |
| 20 lipca 1967        | Nowy Jork        | Stany Zjednoczone | Klub Armii Zbawienia                       |
| 21 lipca 1967        | Nowy Jork        | Stany Zjednoczone | Café-a-GoGo                                |
| 21 lipca 1967        | Nowy Jork        | Stany Zjednoczone | Café-a-GoGo                                |
| 22 lipca 1967        | Nowy Jork        | Stany Zjednoczone | Café-a-GoGo                                |
| 22 lipca 1967        | Nowy Jork        | Stany Zjednoczone | Café-a-GoGo                                |
| 23 lipca 1967        | Nowy Jork        | Stany Zjednoczone | Café-a-GoGo                                |
| 23 lipca 1967        | Nowy Jork        | Stany Zjednoczone | Café-a-GoGo                                |
| Sierpień             |                  |                   |                                            |
| 3 sierpnia 1967      | Nowy Jork        | Stany Zjednoczone | Klub Armii Zbawienia                       |
| 4 sierpnia 1967      | Nowy Jork        | Stany Zjednoczone | Klub Armii Zbawienia                       |
| 5 sierpnia 1967      | Nowy Jork        | Stany Zjednoczone | Klub Armii Zbawienia                       |
| 6 sierpnia 1967      | Nowy Jork        | Stany Zjednoczone | Klub Armii Zbawienia                       |
| 7 sierpnia 1967      | Nowy Jork        | Stany Zjednoczone | Klub Armii Zbawienia                       |
| 8 sierpnia 1967      | Nowy Jork        | Stany Zjednoczone | Klub Armii Zbawienia                       |
| 9 sierpnia 1967      | Waszyngton       | Stany Zjednoczone | Ambasador Theatre                          |
| 9 sierpnia 1967      | Waszyngton       | Stany Zjednoczone | Ambasador Theatre                          |
| 10 sierpnia 1967     | Waszyngton       | Stany Zjednoczone | Ambasador Theatre                          |
| 10 sierpnia 1967     | Waszyngton       | Stany Zjednoczone | Ambasador Theatre                          |
| 11 sierpnia 1967     | Waszyngton       | Stany Zjednoczone | Ambasador Theatre                          |
| 11 sierpnia 1967     | Waszyngton       | Stany Zjednoczone | Ambasador Theatre                          |
| 12 sierpnia 1967     | Waszyngton       | Stany Zjednoczone | Ambasador Theatre                          |
| 12 sierpnia 1967     | Waszyngton       | Stany Zjednoczone | Ambasador Theatre                          |
| 13 sierpnia 1967     | Waszyngton       | Stany Zjednoczone | Ditto                                      |
| 15 sierpnia 1967     | Detroit          | Stany Zjednoczone | Fifth Dimension Club                       |
| 18 sierpnia 1967     | Hollywood        | Stany Zjednoczone | Hollywood Bowl                             |
| 22 sierpnia 1967     | Londyn           | Wielka Brytania   | TV:Dee Time                                |
| 24 sierpnia 1967     | Londyn           | Wielka Brytania   | TV:Top of the Pops                         |
| 27 sierpnia 1967     | Londyn           | Wielka Brytania   | Saville Theatre                            |
| 29 sierpnia 1967     | Nottingham       | Wielka Brytania   | –                                          |
| 31 sierpnia 1967     | Berlin           | RFN               | Występ radiowy                             |
| Wrzesień             |                  |                   |                                            |
| 2 września 1967      | Berlin           | RFN               | Występ w TV                                |
| 3 września 1967      | Göteborg         | Szwecja           | –                                          |
| 3 września 1967      | Göteborg         | Szwecja           | –                                          |
| 4 września 1967      | Sztokholm        | Szwecja           | Stora Scene                                |
| 5 września 1967      | Sztokholm        | Szwecja           | Radiohuset Show                            |
| 6 września 1967      | Västerås         | Szwecja           | –                                          |
| 6 września 1967      | Västerås         | Szwecja           | –                                          |
| 7 września 1967      | Sztokholm        | Szwecja           | Występ w TV                                |
| 7 września 1967      | Hogbo            | Szwecja           | Hogbo Bruk                                 |
| 7 września 1967      | Hogbo            | Szwecja           | Hogbo Bruk                                 |
| 9 września 1967      | Karlstad         | Szwecja           | –                                          |
| 9 września 1967      | Karlstad         | Szwecja           | –                                          |
| 10 września 1967     | Malmö            | Szwecja           | –                                          |
| 10 września 1967     | Malmö            | Szwecja           | –                                          |
| 12 września 1967     | Liseberg         | Szwecja           | –                                          |
| 12 września 1967     | Liseberg         | Szwecja           | –                                          |
| 25 września 1967     | Londyn           | Wielka Brytania   | Royal Festival Hall                        |
| 29 września 1967     | Londyn           | Wielka Brytania   | TV:David Frost Show                        |
| Październik          |                  |                   |                                            |
| 6 października 1967  | Londyn           | Wielka Brytania   | Radio:Top Gear                             |
| 7 października 1967  | Dereham          | Wielka Brytania   | Wellington                                 |
| 8 października 1967  | Londyn           | Wielka Brytania   | Saville Theatre                            |
| 9 października 1967  | Paryż            | Francja           | Olympia                                    |
| 11 października 1967 | Paryż            | Francja           | Występ w TV                                |
| 11 października 1967 | Paryż            | Francja           | Koncert radiowy                            |
| 12 października 1967 | Paryż            | Francja           | Występ w TV                                |
| 12 października 1967 | Paryż            | Francja           | Występ w TV                                |
| 13 października 1967 | Londyn           | Wielka Brytania   | TV:Jonathan King Show                      |
| 15 października 1967 | Crawley          | Wielka Brytania   | Starlight Ballroom                         |
| 17 października 1967 | Londyn           | Wielka Brytania   | Radio BBC                                  |
| 22 października 1967 | Hastings         | Wielka Brytania   | –                                          |
| 24 października 1967 | Londyn           | Wielka Brytania   | Marquee Club                               |
| 28 października 1967 | Dunstable        | Wielka Brytania   | California Balroom                         |
| Listopad             |                  |                   |                                            |
| 8 listopada 1967     | Manchester       | Wielka Brytania   | Manchester University                      |
| 10 listopada 1967    | Amsterdam        | Holandia          | Występ w TV                                |
| 10 listopada 1967    | Rotterdam        | Holandia          | Ahoy Hallen                                |
| 11 listopada 1967    | Brighton         | Wielka Brytania   | Sussex University                          |
| 15 listopada 1967    | Bournemouth      | Wielka Brytania   | Winter Gardens                             |
| 15 listopada 1967    | Bournemouth      | Wielka Brytania   | Winter Gardens                             |
| 17 listopada 1967    | Sheffield        | Wielka Brytania   | City Hall                                  |
| 17 listopada 1967    | Sheffield        | Wielka Brytania   | City Hall                                  |
| 18 listopada 1967    | Liverpool        | Wielka Brytania   | Empire Theatre                             |
| 18 listopada 1967    | Liverpool        | Wielka Brytania   | Empire Theatre                             |
| 19 listopada 1967    | Coventry         | Wielka Brytania   | Coventry Theatre                           |
| 19 listopada 1967    | Coventry         | Wielka Brytania   | Coventry Theatre                           |
| 22 listopada 1967    | Portsmouth       | Wielka Brytania   | Guild Hall                                 |
| 22 listopada 1967    | Portsmouth       | Wielka Brytania   | Guild Hall                                 |
| 23 listopada 1967    | Cardiff          | Wielka Brytania   | Sophia Gardens                             |
| 23 listopada 1967    | Cardiff          | Wielka Brytania   | Sophia Gardens                             |
| 24 listopada 1967    | Bristol          | Wielka Brytania   | Colston Hall                               |
| 24 listopada 1967    | Bristol          | Wielka Brytania   | Colston Hall                               |
| 25 listopada 1967    | Blackpool        | Wielka Brytania   | Opera House                                |
| 25 listopada 1967    | Blackpool        | Wielka Brytania   | Opera House                                |
| 26 listopada 1967    | Manchester       | Wielka Brytania   | Palace Theatre                             |
| 26 listopada 1967    | Manchester       | Wielka Brytania   | Palace Theatre                             |
| 27 listopada 1967    | Belfast          | Irlandia Północna | Queens College                             |
| Grudzień             |                  |                   |                                            |
| 1 grudnia 1967       | Chatham          | Wielka Brytania   | Town Hall                                  |
| 1 grudnia 1967       | Chatham          | Wielka Brytania   | Town Hall                                  |
| 2 grudnia 1967       | Brighton         | Wielka Brytania   | The Dome                                   |
| 2 grudnia 1967       | Brighton         | Wielka Brytania   | The Dome                                   |
| 3 grudnia 1967       | Nottingham       | Wielka Brytania   | Theatre Royal                              |
| 3 grudnia 1967       | Nottingham       | Wielka Brytania   | Theatre Royal                              |
| 4 grudnia 1967       | Newcastle        | Wielka Brytania   | –                                          |
| 4 grudnia 1967       | Newcastle        | Wielka Brytania   | –                                          |
| 5 grudnia 1967       | Glasgow          | Wielka Brytania   | Greens Playhouse                           |
| 5 grudnia 1967       | Glasgow          | Wielka Brytania   | Greens Playhouse                           |
| 15 grudnia 1967      | Londyn           | Wielka Brytania   | Radio:Top Gear                             |
| 16 grudnia 1967      | Londyn           | Wielka Brytania   | Radio:Top of the Pops                      |
| 22 grudnia 1967      | Londyn           | Wielka Brytania   | Olympia Theatre                            |

## 1968
| 1968                 |                |                   |                                                      |
| Styczeń              |                |                   |                                                      |
| 4 stycznia 1968      | Göteborg       | Szwecja           | Lorensberg Circus                                    |
| 4 stycznia 1968      | Göteborg       | Szwecja           | Lorensberg Circus                                    |
| 5 stycznia 1968      | Sandviken      | Szwecja           | Jernvallen Sports Hall                               |
| 7 stycznia 1968      | Kopenhaga      | Dania             | Falkoner Centret                                     |
| 8 stycznia 1968      | Sztokholm      | Szwecja           | Konserthuset                                         |
| 29 stycznia 1968     | Paryż          | Francja           | Olympia                                              |
| Luty                 |                |                   |                                                      |
| 1 lutego 1968        | San Francisco  | Stany Zjednoczone | Fillmore West                                        |
| 1 lutego 1968        | San Francisco  | Stany Zjednoczone | Fillmore West                                        |
| 2 lutego 1968        | San Francisco  | Stany Zjednoczone | Winterland                                           |
| 2 lutego 1968        | San Francisco  | Stany Zjednoczone | Winterland                                           |
| 3 lutego 1968        | San Francisco  | Stany Zjednoczone | Winterland                                           |
| 3 lutego 1968        | San Francisco  | Stany Zjednoczone | Winterland                                           |
| 4 lutego 1968        | San Francisco  | Stany Zjednoczone | Fillmore West                                        |
| 4 lutego 1968        | San Francisco  | Stany Zjednoczone | Fillmore West                                        |
| 5 lutego 1968        | Tempe          | Stany Zjednoczone | Arizona State University                             |
| 6 lutego 1968        | Tucson         | Stany Zjednoczone | VIP Club                                             |
| 8 lutego 1968        | Sacramento     | Stany Zjednoczone | Sacramento State College                             |
| 9 lutego 1968        | Anaheim        | Stany Zjednoczone | Anaheim Convention Center                            |
| 10 lutego 1968       | Los Angeles    | Stany Zjednoczone | Shrine Auditorium                                    |
| 11 lutego 1968       | Santa Barbara  | Stany Zjednoczone | Robertson Gym                                        |
| 12 lutego 1968       | Seattle        | Stany Zjednoczone | Center Arena                                         |
| 13 lutego 1968       | Los Angeles    | Stany Zjednoczone | Ackermann Balroom                                    |
| 14 lutego 1968       | Denver         | Stany Zjednoczone | Regis College                                        |
| 15 lutego 1968       | San Antonio    | Stany Zjednoczone | Municipal Auditorium                                 |
| 16 lutego 1968       | Dallas         | Stany Zjednoczone | State Fair Music Hall                                |
| 17 lutego 1968       | Fort Worth     | Stany Zjednoczone | Will Rodgers Auditorium                              |
| 18 lutego 1968       | Houston        | Stany Zjednoczone | Music Hall                                           |
| 18 lutego 1968       | Houston        | Stany Zjednoczone | Music Hall                                           |
| 21 lutego 1968       | Filadelfia     | Stany Zjednoczone | Electric Factory                                     |
| 21 lutego 1968       | Filadelfia     | Stany Zjednoczone | Electric Factory                                     |
| 22 lutego 1968       | Filadelfia     | Stany Zjednoczone | Electric Factory                                     |
| 22 lutego 1968       | Filadelfia     | Stany Zjednoczone | Electric Factory                                     |
| 23 lutego 1968       | Detroit        | Stany Zjednoczone | Masonic Temple                                       |
| 24 lutego 1968       | Toronto        | Kanada            | CNE (Canadian National Exhibition)                   |
| 25 lutego 1968       | Chicago        | Stany Zjednoczone | Civic Opera House                                    |
| 25 lutego 1968       | Chicago        | Stany Zjednoczone | Civic Opera House                                    |
| 27 lutego 1968       | Madison        | Stany Zjednoczone | The Factory                                          |
| 27 lutego 1968       | Madison        | Stany Zjednoczone | The Factory                                          |
| 28 lutego 1968       | Milwaukee      | Stany Zjednoczone | The Scene Club                                       |
| 28 lutego 1968       | Milwaukee      | Stany Zjednoczone | The Scene Club                                       |
| 29 lutego 1968       | Milwaukee      | Stany Zjednoczone | The Scene Club                                       |
| 29 lutego 1968       | Milwaukee      | Stany Zjednoczone | The Scene Club                                       |
| Marzec               |                |                   |                                                      |
| 2 marca 1968         | Nowy Jork      | Stany Zjednoczone | Hunter College                                       |
| 2 marca 1968         | Nowy Jork      | Stany Zjednoczone | Hunter College                                       |
| 3 marca 1968         | Columbus       | Stany Zjednoczone | Veterans Memorial Auditorium                         |
| 8 marca 1968         | Providence     | Stany Zjednoczone | Brown University                                     |
| 10 marca 1968        | Nowy Jork      | Stany Zjednoczone | NYU Stony Brook                                      |
| 15 marca 1968        | Worcester      | Stany Zjednoczone | Clark University                                     |
| 16 marca 1968        | Lewiston       | Stany Zjednoczone | Lewiston Armory                                      |
| 19 marca 1968        | Ottawa         | Kanada            | Capitol Theater                                      |
| 19 marca 1968        | Ottawa         | Kanada            | Capitol Theater                                      |
| 21 marca 1968        | Rochester      | Stany Zjednoczone | Community War Memorial                               |
| 22 marca 1968        | Hartford       | Stany Zjednoczone | Bushnell Memorial Hall                               |
| 23 marca 1968        | Buffalo        | Stany Zjednoczone | Buffalo Memorial Auditorium                          |
| 24 marca 1968        | Flint          | Stany Zjednoczone | IMA Auditorium                                       |
| 26 marca 1968        | Cleveland      | Stany Zjednoczone | Music Hall                                           |
| 26 marca 1968        | Cleveland      | Stany Zjednoczone | Music Hall                                           |
| 27 marca 1968        | Muncie         | Stany Zjednoczone | Lion’s Delaware County Fairgrounds                   |
| 28 marca 1968        | Cincinnati     | Stany Zjednoczone | Xavier University                                    |
| 28 marca 1968        | Cincinnati     | Stany Zjednoczone | Xavier University                                    |
| 29 marca 1968        | Chicago        | Stany Zjednoczone | Chicago University                                   |
| 30 marca 1968        | Toledo         | Stany Zjednoczone | University of Toledo                                 |
| 31 marca 1968        | Filadelfia     | Stany Zjednoczone | Arena                                                |
| Kwiecień             |                |                   |                                                      |
|                      |                |                   |                                                      |
| Maj                  |                |                   |                                                      |
| 23 maja 1968         | Mediolan       | Włochy            | –                                                    |
| 24 maja 1968         | Rzym           | Włochy            | Branaccio Theatre                                    |
| 24 maja 1968         | Rzym           | Włochy            | Branaccio Theatre                                    |
| 24 maja 1968         | Rzym           | Włochy            | Piper Club                                           |
| 24 maja 1968         | Rzym           | Włochy            | Piper Club                                           |
| 25 maja 1968         | Rzym           | Włochy            | Branaccio Theatre                                    |
| 25 maja 1968         | Rzym           | Włochy            | Branaccio Theatre                                    |
| 25 maja 1968         | Rzym           | Włochy            | Piper Club                                           |
| 25 maja 1968         | Rzym           | Włochy            | Piper Club                                           |
| 26 maja 1968         | Bolonia        | Włochy            | –                                                    |
| 30 maja 1968         | Zurych         | Szwajcaria        | Hallenstadion                                        |
| 31 maja 1968         | Zurych         | Szwajcaria        | Hallenstadion                                        |
| Czerwiec             |                |                   |                                                      |
|                      |                |                   |                                                      |
| Lipiec               |                |                   |                                                      |
| 6 lipca 1968         | Woburn         | Wielka Brytania   | Woburn Abbey                                         |
| 15 lipca 1968        | Majorka        | Hiszpania         | Sergeant Pepper’s Club                               |
| 30 lipca 1968        | Baton Rouge    | Stany Zjednoczone | Lakeshore Auditorium                                 |
| 31 lipca 1968        | Shreveport     | Stany Zjednoczone | Municipal Auditorium                                 |
| Sierpień             |                |                   |                                                      |
| 1 sierpnia 1968      | Nowy Orlean    | Stany Zjednoczone | –                                                    |
| 2 sierpnia 1968      | San Antonio    | Stany Zjednoczone | –                                                    |
| 3 sierpnia 1968      | Dallas         | Stany Zjednoczone | Moody Coliseum                                       |
| 3 sierpnia 1968      | Dallas         | Stany Zjednoczone | Southern Methodist University                        |
| 4 sierpnia 1968      | Houston        | Stany Zjednoczone | Sam Houston Coliseum                                 |
| 10 sierpnia 1968     | Chicago        | Stany Zjednoczone | Chicago Auditorium Theatre                           |
| 11 sierpnia 1968     | Davenport      | Stany Zjednoczone | Col Balroom                                          |
| 16 sierpnia 1968     | Baltimore      | Stany Zjednoczone | MerriWeather Post Pavilion                           |
| 17 sierpnia 1968     | Atlanta        | Stany Zjednoczone | Municipal Auditorium                                 |
| 17 sierpnia 1968     | Atlanta        | Stany Zjednoczone | Municipal Auditorium                                 |
| 18 sierpnia 1968     | Tampa          | Stany Zjednoczone | Curtis Hixon Hall                                    |
| 20 sierpnia 1968     | Richmond       | Stany Zjednoczone | The Mosque                                           |
| 20 sierpnia 1968     | Richmond       | Stany Zjednoczone | The Mosque                                           |
| 21 sierpnia 1968     | Virginia Beach | Stany Zjednoczone | –                                                    |
| 21 sierpnia 1968     | Virginia Beach | Stany Zjednoczone | –                                                    |
| 23 sierpnia 1968     | Nowy Jork      | Stany Zjednoczone | Flushing Meadow Singer Bowl – New York Rock Festival |
| 24 sierpnia 1968     | Hartford       | Stany Zjednoczone | Bushnell Memorial                                    |
| 25 sierpnia 1968     | Framingham     | Stany Zjednoczone | Carousel Theatre                                     |
| 25 sierpnia 1968     | Framingham     | Stany Zjednoczone | Carousel Theatre                                     |
| 26 sierpnia 1968     | Richmond       | Stany Zjednoczone | –                                                    |
| Wrzesień             |                |                   |                                                      |
| 1 września 1968      | Denver         | Stany Zjednoczone | Red Rocks Park                                       |
| 1 września 1968      | Denver         | Stany Zjednoczone | Red Rocks Park                                       |
| 3 września 1968      | San Diego      | Stany Zjednoczone | Balboa Stadium                                       |
| 4 września 1968      | Phoenix        | Stany Zjednoczone | Memorial Coliseum                                    |
| 5 września 1968      | San Bernardino | Stany Zjednoczone | Swing Auditorium                                     |
| 6 września 1968      | Seattle        | Stany Zjednoczone | Seattle Center Coliseum                              |
| 7 września 1968      | Vancouver      | Kanada            | Pacific Coliseum                                     |
| 8 września 1968      | Spokane        | Stany Zjednoczone | Spokane Coliseum                                     |
| 9 września 1968      | Portland       | Stany Zjednoczone | Memorial Coliseum                                    |
| 13 września 1968     | Oakland        | Stany Zjednoczone | Oakland Coliseum                                     |
| 14 września 1968     | Hollywood      | Stany Zjednoczone | Hollywood Bowl                                       |
| 15 września 1968     | Sacramento     | Stany Zjednoczone | Memorial Auditorium                                  |
| Październik          |                |                   |                                                      |
| 5 października 1968  | Honolulu       | Stany Zjednoczone | Honolulu International Center                        |
| 10 października 1968 | San Francisco  | Stany Zjednoczone | Winterland                                           |
| 10 października 1968 | San Francisco  | Stany Zjednoczone | Winterland                                           |
| 11 października 1968 | San Francisco  | Stany Zjednoczone | Winterland                                           |
| 11 października 1968 | San Francisco  | Stany Zjednoczone | Winterland                                           |
| 12 października 1968 | San Francisco  | Stany Zjednoczone | Winterland                                           |
| 12 października 1968 | San Francisco  | Stany Zjednoczone | Winterland                                           |
| 26 października 1968 | Bakersfield    | Stany Zjednoczone | Civic Auditorium                                     |
| Listopad             |                |                   |                                                      |
| 1 listopada 1968     | Kansas City    | Stany Zjednoczone | Municipal Auditorium                                 |
| 2 listopada 1968     | Minneapolis    | Stany Zjednoczone | Minneapolis Auditorium                               |
| 3 listopada 1968     | St. Louis      | Stany Zjednoczone | Kiel Auditorium                                      |
| 15 listopada 1968    | Cincinnati     | Stany Zjednoczone | Cincinnati Gardens                                   |
| 16 listopada 1968    | Boston         | Stany Zjednoczone | Boston Garden                                        |
| 17 listopada 1968    | New Haven      | Stany Zjednoczone | Woolsey Hall, Yale University                        |
| 17 listopada 1968    | New Haven      | Stany Zjednoczone | Woolsey Hall, Yale University                        |
| 22 listopada 1968    | Jacksonville   | Stany Zjednoczone | Jacksonville Coliseum                                |
| 23 listopada 1968    | Tampa          | Stany Zjednoczone | Curtis Hixon Hall                                    |
| 24 listopada 1968    | Miami          | Stany Zjednoczone | Miami Beach Convention Hall                          |
| 27 listopada 1968    | Providence     | Stany Zjednoczone | Rhode Island Auditorium                              |
| 28 listopada 1968    | Nowy Jork      | Stany Zjednoczone | Philharmonic Hall                                    |
| 28 listopada 1968    | Nowy Jork      | Stany Zjednoczone | Philharmonic Hall                                    |
| 30 listopada 1968    | Detroit        | Stany Zjednoczone | Cobo Hall                                            |
| Grudzień             |                |                   |                                                      |
| 1 grudnia 1968       | Chicago        | Stany Zjednoczone | Chicago Coliseum                                     |

## 1969
| 1969             |                  |                   |                                                |
| Styczeń          |                  |                   |                                                |
| 4 stycznia 1969  | Londyn           | Wielka Brytania   | TV:„A Happening For Lulu”                      |
| 8 stycznia 1969  | Göteborg         | Szwecja           | Lorensberg Circus                              |
| 8 stycznia 1969  | Göteborg         | Szwecja           | Lorensberg Circus                              |
| 9 stycznia 1969  | Sztokholm        | Szwecja           | Konserthuset                                   |
| 9 stycznia 1969  | Sztokholm        | Szwecja           | Konserthuset                                   |
| 10 stycznia 1969 | Kopenhaga        | Dania             | Falkoner Centret                               |
| 10 stycznia 1969 | Kopenhaga        | Dania             | Falkoner Centret                               |
| 11 stycznia 1969 | Hamburg          | RFN               | Musikhalle                                     |
| 11 stycznia 1969 | Hamburg          | RFN               | Musikhalle                                     |
| 12 stycznia 1969 | Düsseldorf       | RFN               | Rheinhalle                                     |
| 12 stycznia 1969 | Düsseldorf       | RFN               | Rheinhalle                                     |
| 13 stycznia 1969 | Kolonia          | RFN               | Studio Dumont                                  |
| 13 stycznia 1969 | Kolonia          | RFN               | Studio Dumont                                  |
| 14 stycznia 1969 | Münster          | RFN               | Munsterlandhalle                               |
| 15 stycznia 1969 | Monachium        | RFN               | Kongreßsaal, Deutsches Museum                  |
| 15 stycznia 1969 | Monachium        | RFN               | Kongreßsaal, Deutsches Museum                  |
| 16 stycznia 1969 | Norymberga       | RFN               | Meistersingerhalle                             |
| 16 stycznia 1969 | Norymberga       | RFN               | Meistersingerhalle                             |
| 17 stycznia 1969 | Frankfurt        | RFN               | Jarhunderthalle                                |
| 17 stycznia 1969 | Frankfurt        | RFN               | Jarhunderthalle                                |
| 19 stycznia 1969 | Stuttgart        | RFN               | Liederhalle                                    |
| 19 stycznia 1969 | Stuttgart        | RFN               | Liederhalle                                    |
| 21 stycznia 1969 | Strasburg        | Francja           | Hall 16, Wacken                                |
| 21 stycznia 1969 | Strasburg        | Francja           | Hall 16, Wacken                                |
| 22 stycznia 1969 | Wiedeń           | Austria           | Grosser Saal, Konzerthaus                      |
| 22 stycznia 1969 | Wiedeń           | Austria           | Grosser Saal, Konzerthaus                      |
| 23 stycznia 1969 | Berlin           | RFN               | Sport Palast                                   |
| Luty             |                  |                   |                                                |
| 18 lutego 1969   | Londyn           | Wielka Brytania   | Royal Albert Hall                              |
| 24 lutego 1969   | Londyn           | Wielka Brytania   | Royal Albert Hall                              |
| Marzec           |                  |                   |                                                |
| Kwiecień         |                  |                   |                                                |
| 11 kwietnia 1969 | Raleigh          | Stany Zjednoczone | Dorton Arena                                   |
| 12 kwietnia 1969 | Filadelfia       | Stany Zjednoczone | Spectrum                                       |
| 18 kwietnia 1969 | Memphis          | Stany Zjednoczone | Ellis Auditorium                               |
| 18 kwietnia 1969 | Memphis          | Stany Zjednoczone | Ellis Auditorium                               |
| 19 kwietnia 1969 | Houston          | Stany Zjednoczone | Sam Houston Coliseum                           |
| 20 kwietnia 1969 | Dallas           | Stany Zjednoczone | Memorial Auditorium                            |
| 26 kwietnia 1969 | Los Angeles      | Stany Zjednoczone | Los Angeles Forum                              |
| 27 kwietnia 1969 | Oakland          | Stany Zjednoczone | Oakland Coliseum                               |
| Maj              |                  |                   |                                                |
| 2 maja 1969      | Detroit          | Stany Zjednoczone | Cobo Arena                                     |
| 3 maja 1969      | Toronto          | Kanada            | Maple Leaf Gardens                             |
| 4 maja 1969      | Syracuse         | Stany Zjednoczone | War Memorial Auditorium                        |
| 7 maja 1969      | Tuscaloosa       | Stany Zjednoczone | Memorial Coliseum                              |
| 9 maja 1969      | Charlotte        | Stany Zjednoczone | Charlotte Coliseum                             |
| 10 maja 1969     | Charleston       | Stany Zjednoczone | Charleston Civic Center                        |
| 11 maja 1969     | Indianapolis     | Stany Zjednoczone | Fairgrounds Coliseum                           |
| 16 maja 1969     | Baltimore        | Stany Zjednoczone | Baltimore Civic Center                         |
| 17 maja 1969     | Providence       | Stany Zjednoczone | Rhode Island Arena                             |
| 18 maja 1969     | Nowy Jork        | Stany Zjednoczone | Madison Square Garden                          |
| 23 maja 1969     | Seattle          | Stany Zjednoczone | Seattle Center Coliseum                        |
| 24 maja 1969     | San Diego        | Stany Zjednoczone | San Diego Sports Arena                         |
| 25 maja 1969     | Santa Clara      | Stany Zjednoczone | Northern California „Folk-Rock” Festival       |
| 30 maja 1969     | Honolulu         | Stany Zjednoczone | Waikiki Shell                                  |
| 31 maja 1969     | Honolulu         | Stany Zjednoczone | Waikiki Shell                                  |
| Czerwiec         |                  |                   |                                                |
| 1 czerwca 1969   | Honolulu         | Stany Zjednoczone | Waikiki Shell                                  |
| 20 czerwca 1969  | Devonshire Downs | Stany Zjednoczone | Newport ’69, San Fernando Valley State College |
| 22 czerwca 1969  | Devonshire Downs | Stany Zjednoczone | Newport ’69, San Fernando Valley State College |
| 29 czerwca 1969  | Denver           | Stany Zjednoczone | Denver Pop Festival, Mile High Stadium         |
| Lipiec           |                  |                   |                                                |
| 7 lipca 1969     | Nowy Jork        | Stany Zjednoczone | TV:Dick Cavett Show                            |
| 10 lipca 1969    | Nowy Jork        | Stany Zjednoczone | TV:The Tonight Show                            |
| Sierpień         |                  |                   |                                                |
| 18 sierpnia 1969 | Bethel           | Stany Zjednoczone | Festiwal Woodstock                             |
| Wrzesień         |                  |                   |                                                |
| 5 września 1969  | Nowy Jork        | Stany Zjednoczone | Harlem                                         |
| 9 września 1969  | Nowy Jork        | Stany Zjednoczone | TV:Dick Cavett Show                            |
| 10 września 1969 | Nowy Jork        | Stany Zjednoczone | Salvation Club                                 |
| Październik      |                  |                   |                                                |
| Listopad         |                  |                   |                                                |
| Grudzień         |                  |                   |                                                |
| 31 grudnia 1969  | Nowy Jork        | Stany Zjednoczone | Fillmore East                                  |
| 31 grudnia 1969  | Nowy Jork        | Stany Zjednoczone | Fillmore East                                  |

## 1970
| 1970             |           |                   |                       |
| Styczeń          |           |                   |                       |
| 1 stycznia 1970  | Nowy Jork | Stany Zjednoczone | Fillmore East         |
| 1 stycznia 1970  | Nowy Jork | Stany Zjednoczone | Fillmore East         |
| 28 stycznia 1970 | Nowy Jork | Stany Zjednoczone | Madison Square Garden |
| Luty             |           |                   |                       |
| Marzec           |           |                   |                       |

### Amerykańskie Tournée
| Amerykańskie Tournée |                |                   |                               |
| Kwiecień             |                |                   |                               |
| 25 kwietnia 1970     | Los Angeles    | Stany Zjednoczone | Los Angeles Forum             |
| 26 kwietnia 1970     | Sacramento     | Stany Zjednoczone | Cal Expo                      |
| Maj                  |                |                   |                               |
| 1 maja 1970          | Milwaukee      | Stany Zjednoczone | Milwaukee Auditorium          |
| 2 maja 1970          | Madison        | Stany Zjednoczone | Dane County Memorial Coliseum |
| 3 maja 1970          | Saint Paul     | Stany Zjednoczone | St. Paul Civic Center         |
| 8 maja 1970          | Norman         | Stany Zjednoczone | University Of Oklahoma        |
| 8 maja 1970          | Norman         | Stany Zjednoczone | University Of Oklahoma        |
| 9 maja 1970          | Fort Worth     | Stany Zjednoczone | Will Rogers Auditorium        |
| 10 maja 1970         | San Antonio    | Stany Zjednoczone | Hemisphere Arena              |
| 16 maja 1970         | Filadelfia     | Stany Zjednoczone | Temple Stadium                |
| 30 maja 1970         | Berkeley       | Stany Zjednoczone | Berkeley Community Theatre    |
| 30 maja 1970         | Berkeley       | Stany Zjednoczone | Berkeley Community Theatre    |
| Czerwiec             |                |                   |                               |
| 5 czerwca 1970       | Dallas         | Stany Zjednoczone | Memorial Auditorium           |
| 6 czerwca 1970       | Houston        | Stany Zjednoczone | Sam Houston Coliseum          |
| 7 czerwca 1970       | Tulsa          | Stany Zjednoczone | Assembly Center Arena         |
| 9 czerwca 1970       | Memphis        | Stany Zjednoczone | Mid-South Coliseum            |
| 10 czerwca 1970      | Evansville     | Stany Zjednoczone | Roberts Stadium               |
| 13 czerwca 1970      | Baltimore      | Stany Zjednoczone | Civic Center                  |
| 19 czerwca 1970      | Albuquerque    | Stany Zjednoczone | Civic Auditorium              |
| 19 czerwca 1970      | Albuquerque    | Stany Zjednoczone | Civic Auditorium              |
| 20 czerwca 1970      | San Bernardino | Stany Zjednoczone | Swing Auditorium              |
| 21 czerwca 1970      | Ventura        | Stany Zjednoczone | County Fairgrounds            |
| 23 czerwca 1970      | Denver         | Stany Zjednoczone | Mammoth Gardens               |
| 27 czerwca 1970      | Boston         | Stany Zjednoczone | Boston Garden                 |
| Lipiec               |                |                   |                               |
| 4 lipca 1970         | Atlanta        | Stany Zjednoczone | Atlanta Pop Festival          |
| 5 lipca 1970         | Miami          | Stany Zjednoczone | Miami Jai Alai Fronton        |
| 5 lipca 1970         | Miami          | Stany Zjednoczone | Miami Jai Alai Fronton        |
| 17 lipca 1970        | Nowy Jork      | Stany Zjednoczone | New Jork Pop Festival         |
| 25 lipca 1970        | San Diego      | Stany Zjednoczone | San Diego Sports Arena        |
| 26 lipca 1970        | Seattle        | Stany Zjednoczone | Sick’s Stadium                |
| 30 lipca 1970        | Maui           | Stany Zjednoczone | Krater Haleakala              |
| 30 lipca 1970        | Maui           | Stany Zjednoczone | Krater Haleakala              |
| Sierpień             |                |                   |                               |
| 1 sierpnia 1970      | Honolulu       | Stany Zjednoczone | International Center          |

### Europejskie Tournée
| Europejskie Tournée |           |                 |                                         |
| Sierpień            |           |                 |                                         |
| 30 sierpnia 1970    | Wight     | Wielka Brytania | Isle Of Wight Festival                  |
| 31 sierpnia 1970    | Sztokholm | Szwecja         | Tivoli Gardens                          |
| Wrzesień            |           |                 |                                         |
| 1 września 1970     | Liseberg  | Szwecja         | Stora Scenen                            |
| 2 września 1970     | Aarhus    | Dania           | Vejlby-Risskov Hallen                   |
| 3 września 1970     | Kopenhaga | Dania           | K.B. Hallen                             |
| 4 września 1970     | Berlin    | RFN             | Super Concert ’70” Deutschlandhalle     |
| 6 września 1970     | Fehmarn   | RFN             | „Open Air Love & Peace” Isle Of Fehmarn |